# EP 1 (Crosses)
EP 1 (estilizado como EP †) é o primeiro EP da banda de rock Crosses. Foi gravado no Airport Studios, em Los Angeles, e auto-lançado em agosto 2, 2011 em formato digital. Com baixa qualidade na versão gratuita e com qualidade superior nos arquivo disponíveis por US $5. Em novembro de 2011, Crosses lançou uma edição limitada do EP, incluindo um vinil colorido de 10", USB drive com remixes, e merchandise.

## Lista de faixas
1. "This Is a Trick" – 3:07
2. "Option" – 4:25
3. "Bermuda Locket" – 3:42
4. "Thholyghst" – 4:26
5. "Cross" – 2:53

Nota: Todas as faixas do álbum têm um símbolo † em seu título, como substituto para a letra "T".

## Pessoal
Crosses
- Chuck Doom
- Shaun Lopez
- Chino Moreno

Músicos adicionais
- Duff McKagan – adicional de baixo em "This is a Trick"
- Chris Robyn – bateria ao vivo

Produção e arte
- Eric Broyhill – masterização
- Brendan Dekora – engenharo assistente
- Shaun Lopez – produção, engenharia e mixagem
- Brooke Nipar – fotografia
- Eric Stenman – engenheiro de mixagem